# Бојлинг Спрингс (Јужна Каролина)
Бојлинг Спрингс (енгл. Boiling Springs) насељено је место без административног статуса у америчкој савезној држави Јужна Каролина.

## Демографија
По попису из 2010. године број становника је 8.219, што је 3.675 (80,9%) становника више него 2000. године.
| Група             | 2000.         | 2010.         |
| Белци             | 4.101 (90,3%) | 6.593 (80,2%) |
| Афроамериканци    | 288 (6,3%)    | 851 (10,4%)   |
| Азијати           | 68 (1,5%)     | 307 (3,7%)    |
| Хиспаноамериканци | 55 (1,2%)     | 350 (4,3%)    |
| Укупно            | 4.544         | 8.219         |